# Acheilognathus meridianus
Acheilognathus meridianus là loài cá nước ngọt thuộc họ Cá chép. Đây là loài đặc hữu của miền bắc Việt Nam và Trung Quốc. Loài này dài tối đa 10,0 cm.